# Jan Pelnář

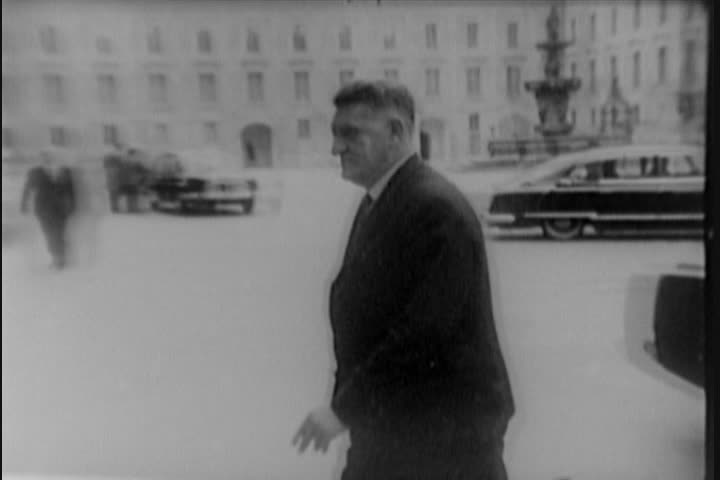
Jan Pelnář

Jan Pelnář (ur. 24 kwietnia 1911 w Mrákovie, zm. 28 kwietnia 1982 w Pilznie) – czechosłowacki polityk komunistyczny, minister spraw wewnętrznych Czechosłowackiej Republiki Socjalistycznej (1969-1970).

## Życiorys
Pracował jako kamieniarz, w 1945 wstąpił do KPCz i został członkiem Prezydium Okręgowego Komitetu KPCz w Domažlicach, 1947-1949 przewodniczył Okręgowemu Komitetowi Ludowemu w Domažlicach i wchodził w skład Krajowego Komitetu Ludowego w Pilznie. Od 1949 do czerwca 1954 był referentem, potem przewodniczącym Krajowego Komitetu Ludowego w Pilznie, był też członkiem Prezydium Krajowego Komitetu KPCz i członkiem KC KPCz, 1968-1971 był deputowanym do Czeskiej Rady Narodowej. Od 31 sierpnia do 31 grudnia 1968 był ministrem, a od 1 stycznia 1969 do 28 stycznia 1970 federalnym ministrem spraw wewnętrznych Czechosłowackiej Republiki Socjalistycznej, następnie 1970-1971 zastępcą przewodniczącego KC Narodowego Frontu Czech. W kwietniu 1971 przeszedł na emeryturę. Był odznaczony Orderem Pracy (1961) i Orderem 25 lutego 1948 II klasy.